# Dimos Skiathos
Dimos Skiathos (Skiathos) är en kommun i Grekland.   Den ligger i prefekturen Nomós Magnisías och regionen Thessalien, i den östra delen av landet, 130 km norr om huvudstaden Aten. Antalet invånare är 5 788. Dimos Skiathos ligger på ön Skiathos Island.